# كأس الاتحاد 1980
كأس الاتحاد 1980 (بالألمانية: Federation Cup 1980)‏ هو الموسم 18 من  كأس فيد. أقيم خلال الفترة 18 مايو 1980 وحتى 25 مايو 1980، وفاز فيه منتخب الولايات المتحدة لكأس فيد.